# Tavola dei Destini

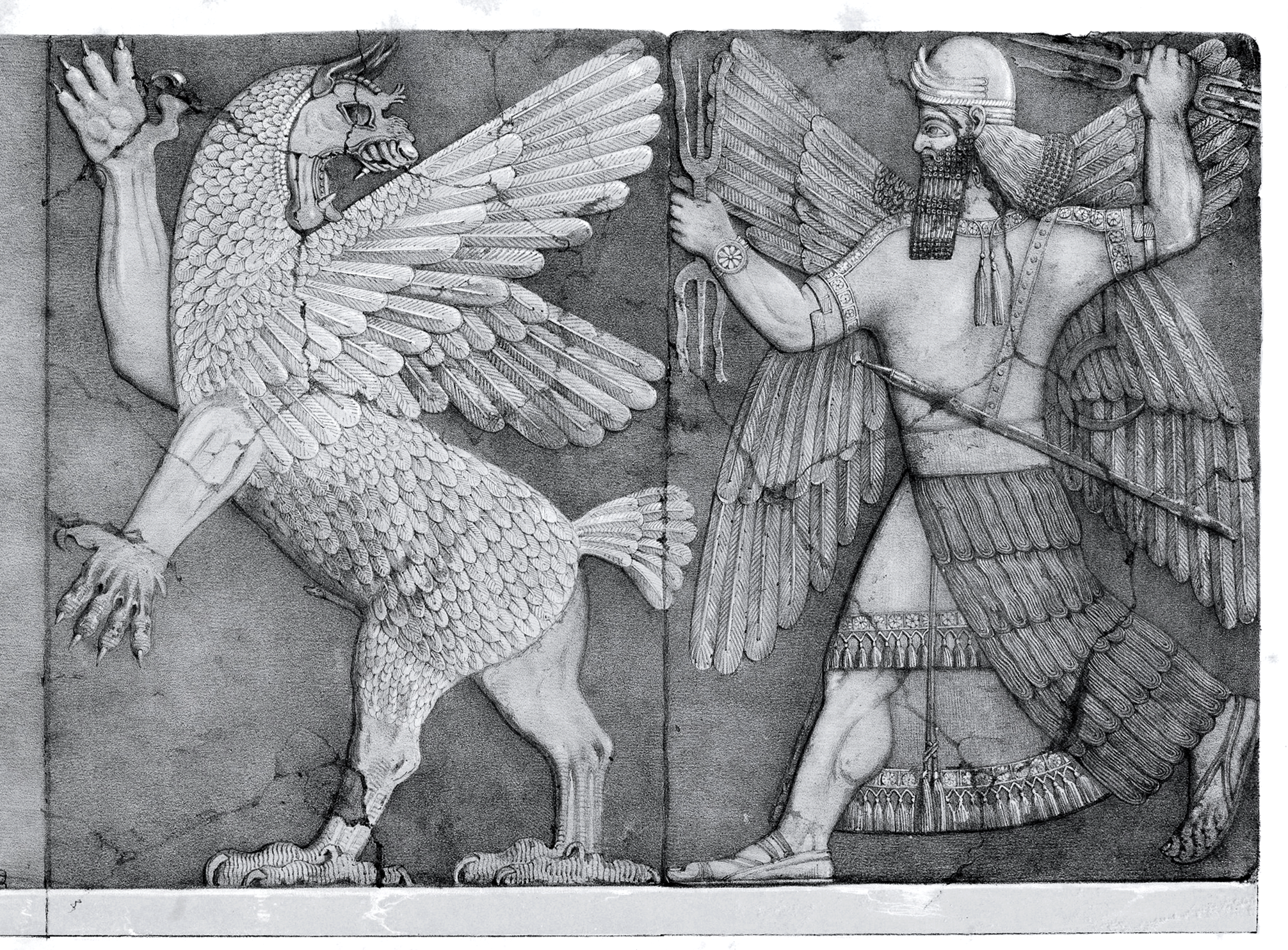
Ninurta (a destra) attacca Anzû (a sinistra) per recuperare la "Tavola dei destini". Da una incisione in pietra rinvenuta nel tempio di Ninurta a Nimrud (Iraq).

La Tavola dei Destini (in lingua accadica: ṭup šīmātu, ṭuppi šīmāti; sumerico: DUB.NAM.(TAR).MEŠ) è un oggetto mitologico e religioso mesopotamico, consistente in una tavola (accadico: ţuppu; sumerico: DUB) scritta in cuneiforme e contenente il "destino" (šīmtu, in sumerico: NAM, anche NAM.TAR), quindi, il futuro dell'intero Cosmo e di ogni suo componente.
Nella cultura sumerica il dio custode della Tavola è Enlil mentre, nella successiva cultura babilonese, il conquistatore della Tavola è il dio Marduk.
Il tardo poema teogonico e cosmogonico babilonese Enūma eliš vuole infatti che la prima detentrice della Tavola fosse stata la dea Tiāmat, progenitrice del Cosmo, la quale, successivamente, l'abbia condivisa con Kingu, affidandogliela in qualità di nuovo re degli dèi, capo della sua armata, e suo sposo. Sempre nell'Enūma eliš, Marduk la conquisterà dopo aver sconfitto la dea Tiāmat insieme al suo sposo Kingu, per poi riconsegnarla al dio Anu.
Nel mito di Anzû, redatto in lingua accadica (ma disponiamo anche di fonti sumeriche) di cui conserviamo diversi frammenti di una redazione breve risalente al XVII secolo a.C. e una più recente di alcuni secoli, e più lunga, il dio Enlil, dopo aver incontrato l'uccello mitico Anzû dopo, probabilmente, una battaglia cosmica, decide di prenderlo come servitore su consiglio del dio Ea. Anzû diviene il custode dell'ingresso del santuario di Enlil. Ogni giorno Anzû vede il re degli dèi, Enlil, spogliarsi della Tavola dei Destini prima di prendere il bagno. Anzû decide di derubare Enlil, e un giorno, mentre il re degli dèi compie il rito del bagno mattutino, si impossessa della Tavola spogliando Enlil del potere regale. Con un colpo d'ali Anzû si rifugia nella sua montagna.